# نيب/تك
نيب/تك (بالإنجليزية: Nip/Tuck)‏ هو مسلسل تلفزيوني درامي أمريكي وهو من تأليف راين مورفي وبطولة ديلان والش وجوليان مكماهون وجولي ريتشاردسون وجون هنسلي. قصة المسلسل تتكلم عن جراحين وهم شاين مكنامارا وكريستيان تروي يقومون بعمليات تكبير ثدي وجراحات المهبل التجميلية ويروي المسلسل قصة حب هذين الجراحين.
تم عرض أول حلقة له في 22 يوليو 2003 واستمر في عرض حوالي 100 حلقة في 6 مواسم إلى أن إنتهى عرضه في 3 مارس 2010. تم تصوير الموسم الأول والثاني والثالث والرابع في ميامي فيما تم تصوير الموسمين الخامس والسادس في لوس أنجلوس. ترشح المسلسل ل45 جائزة من غولدن غلوب وجائزة إيمي. حسب المؤلف راين مورفي ذكر أن بعض قصص الجراحة في المسلسل كانت مبنية على أحداث حقيقة.

## البطولة
- ديلان والش بدور الدكتور شاين مكنامارا
- جوليان مكماهون بدور الدكتور كريستيان تروي
- جولي ريتشاردسون بدور جوليا مكنامارا
- جون هنسلي بدور مات مكنامارا
- فاليري كروز بدور غريس سانتياغو
- روما مافيا بدور ليز كروز
- كيلي كارلسون بدور كيمبر هنري
- جيزالين غيلسغ بدور جينا روسو
- برونو كامبوس بدور كوينتين كوستا
- ليندا كلاين بدور الممرضة ليندا
- روبرت لاساردو بدور إسكوبار غالاردو
- جولي وورنر بدور ميغان أوهارا
- فيليب رايس بدور جود سوير
- جوي سلوتنك بدور الدكتورة ميريل بوبوليت
- روث وليامسون بدور هيدا غروبمان
- فانيسا رديغريف بدور إريكا نوتن
- فامك جانسن بدور أفا مور
- سيث غيبل بدور أدريان مور
- رونا ميترا بدور كيت مكغرو
- بريتاني سنو بدور أرييل ألدرمان
- سانا لاثان بدور ميشيل لاندو
- جاكلين بيسيه بدور جيمس لابو
- بيتر دنكليج بدور مارلو سوير
- روزي أودونيل بدور دون بوج
- ماريو لوبيز بدور دكتور مايك هاموي
- باولا مارشال بدور كيت تنسلي
- برادلي كوبر بدور أيدان ستون
- بورتيا دي روسي بدور أوليفيا لورد
- أنالين مككورد بدور إيدن لورد
- شارون غليس بدور كولين روز
- جون شنايدر بدور رام بيترز
- كاتي ساخوف بدور الدكتورة تيودورا رو
- جورج نيوبيرن بدور الدكتور كورتيس رايرسون
- ميلوني دياز بدور رامونا بيريز

## روابط خارجية
- نيب/تك على موقع IMDb (الإنجليزية)
- نيب/تك على موقع ميتاكريتيك (الإنجليزية)
- نيب/تك على موقع الموسوعة البريطانية (الإنجليزية)
- نيب/تك على موقع روتن توميتوز (الإنجليزية)
- نيب/تك على موقع كينوبويسك (الروسية)
- نيب/تك على موقع ألو سيني (الفرنسية)
- نيب/تك على موقع قاعدة بيانات الفيلم (الإنجليزية)